# Rosnatka anglická
Rosnatka anglická (Drosera anglica) je drobná masožravá rostlina z čeledi rosnatkovité (Droseraceae).

## Popis
Rostlinu tvoří přízemní růžice s květenstvím, které dosahuje až 20 centimetrové výšky. Listy bývají polovzpřímené s dlouhým řapíkem, na čepelích jsou umístěny tentakule. Květenství bývá složeno ze šesti bílých květů. Kvete od června do srpna.

## Rozšíření
Vyskytuje se především v otevřených nezalesněných oblastech s mokrou vápenitou půdou, rašeliništích či vřesovištích. V Evropě je rozšířená hlavně v její severní části. Zasahuje ale také do střední Evropy, včetně České republiky a Slovenska, kde patří mezi kriticky ohrožené druhy. Roste také v části severní Asie, v Japonsku a v Severní Americe. Nejjižněji se objevuje na Havajském ostrově Kauai, kde je nazývána mikinalo, či v americké Kalifornii

## Podřízené taxony
- varieta Drosera anglica var. albensis Domin
- varieta Drosera anglica var. alpestris Callier.
- forma Drosera anglica f. minor Abromeit [2]

## Galerie

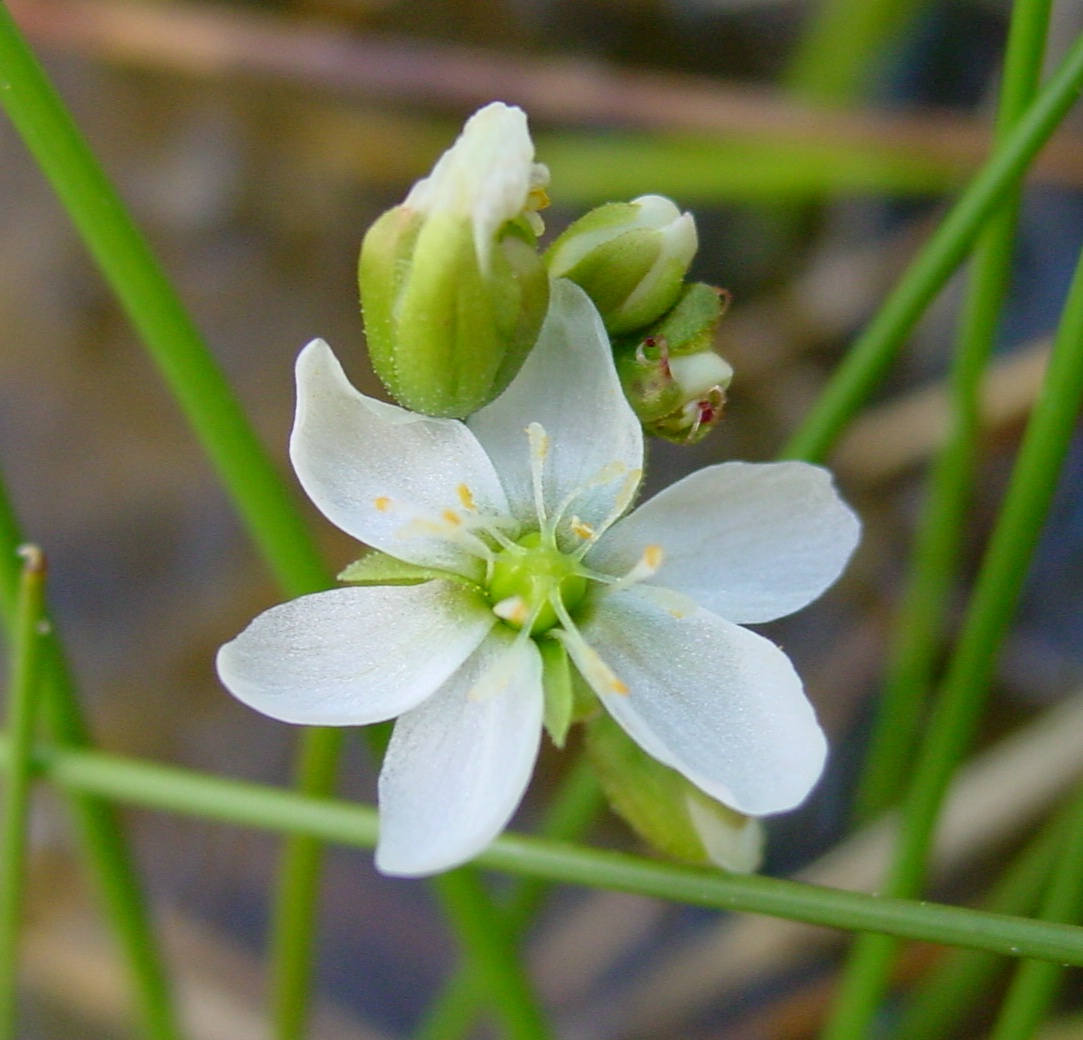
Rosnatka anglická mívá typicky pět okvětních lístků, ale někdy se vyskytnou květy s náhodně zmnoženým počtem (zde šest).
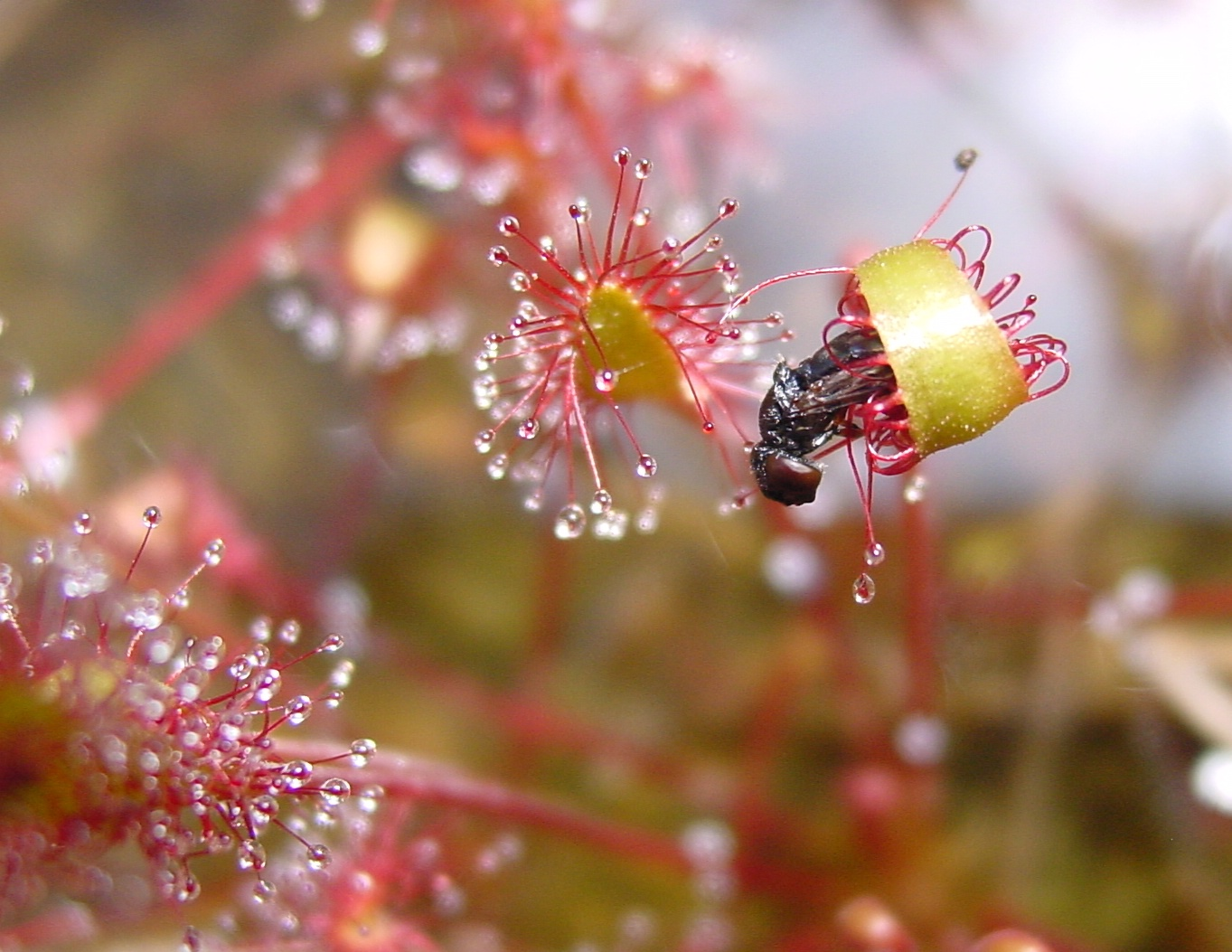
Pomocí tentakulí rostlina lapá drobný hmyz
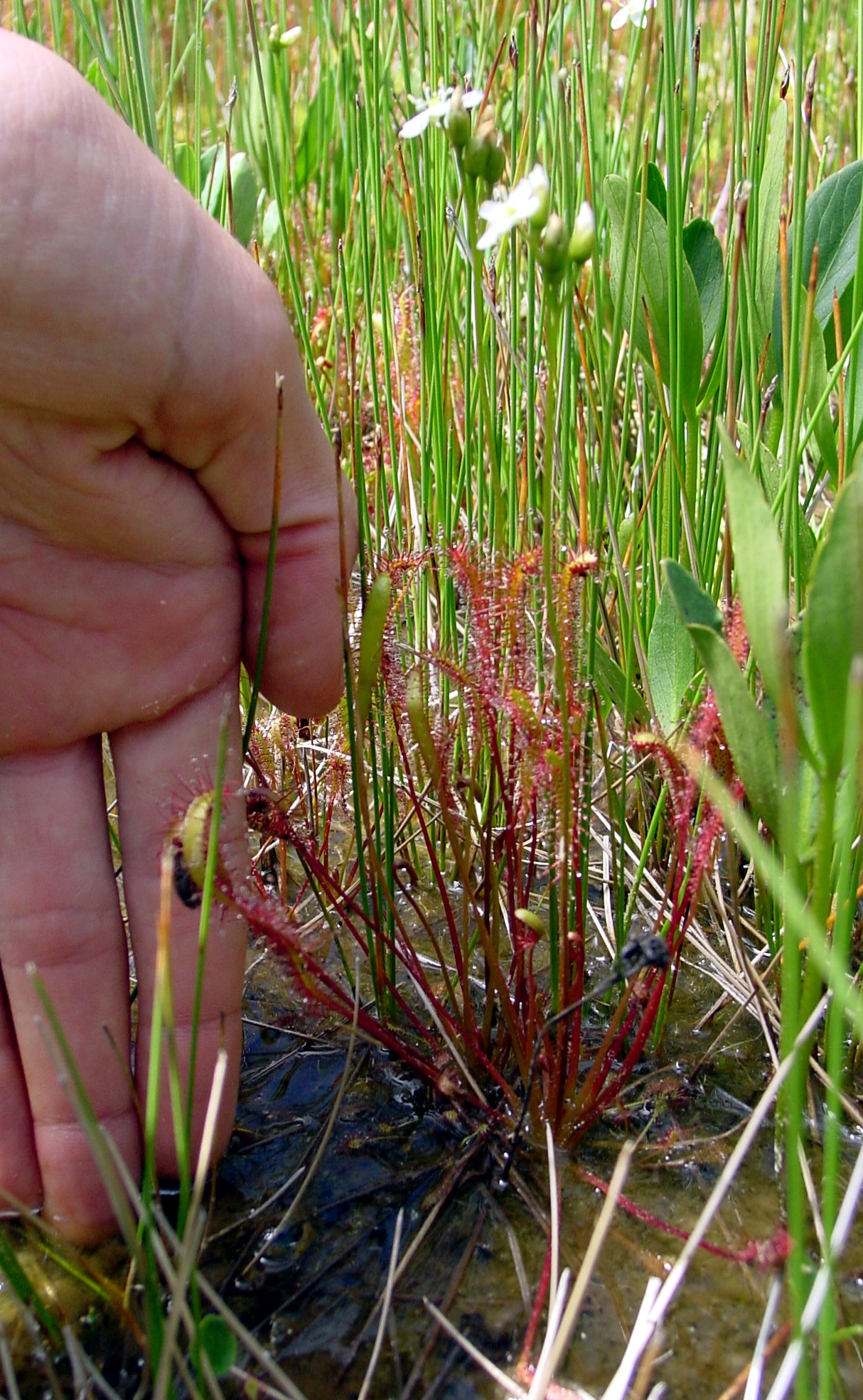
Rosnatka anglická v porovnání s rukou
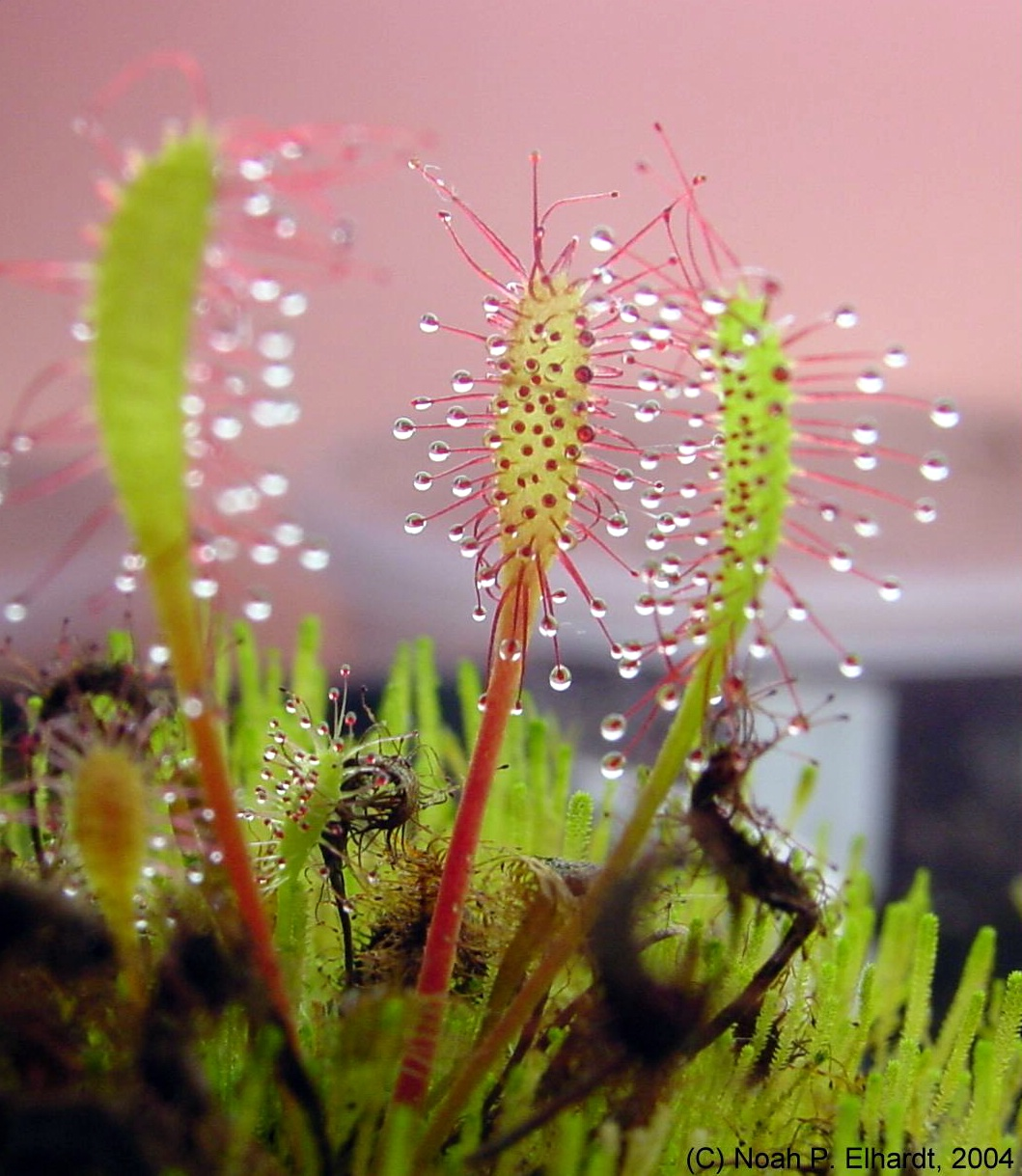
Tropická forma rostliny z Kauai